# بیمارستان میلاد (ارومیه)
بیمارستان میلاد ارومیه یک بیمارستان خصوصی در شهر ارومیه است که در زمینی به مساحت ۹۳۰۰ متر مربع با زیر بنای ۵۷۱۶۰ متر مربع با ظرفیت ۳۰۰ تخت خواب احداث شده است. ساخت این بیمارستان از سال ۱۳۹۴ آغاز و فاز اول آن در سال ۱۳۹۷ به بهره‌برداری رسید.

## بخش‌های بیمارستان میلاد
- بخش داخلی
- بخش اطفال
- بخش زنان و زایمان
- بخش جراحی عمومی
- بخش جراحی قلب
- بخش مراقبتهای ویژه سی سی یو CCU
- بخش مراقبتهای ویژه  آی سی یو ICU
- اورژانس
- رادیولوژی
- آزمایشگاه